# Ciclismo al IX Festival olimpico estivo della gioventù europea
Le competizioni di ciclismo al IX Festival olimpico estivo della gioventù europea si sono svolte dal 21 al 29 luglio 2007 a Belgrado, in Serbia

## Podi

### Ragazzi
| Evento                          | Oro                         | Argento                 | Bronzo                |
| Corsa in linea maschile         | Sebastian Lander (1:14:35)  | Jochen Deweer (1:14:35) | Simon Nuber (1:42:35) |
| Cronometro individuale maschile | Andrzej Bartkiewicz (11:02) | Marco Haller (11:05)    | Luca Olivieri (11:07) |
| Criterium                       | George Atkins               | Arndt Nikias            | Max Stahr             |